# Fannia lineata
Fannia lineata är en tvåvingeart som först beskrevs av Stein 1895.  Fannia lineata ingår i släktet Fannia och familjen takdansflugor. Arten är reproducerande i Sverige. Inga underarter finns listade i Catalogue of Life.